# Harry Ljungqvist
Axel Harry Alfons Ljungqvist, född 1 oktober 1907 i Uppsala, död där 13 februari 1979, var en svensk präst.
Ljungqvist, som var son till polisman Axel Ljungqvist och Jenny Magnusson, blev efter studentexamen 1926 teologie kandidat vid Uppsala universitet 1935, pastorsadjunkt i Almunge församling 1935, i Ljusdals församling samma år, kyrkoadjunkt i Gamla Uppsala församling 1938, komminister i Bergviks församling 1940 samt kyrkoherde i Söderala, Ljusne, Mo och Bergviks pastorat och kontraktsprost i Ala kontrakt 1969.